# Államminiszter
Az államminiszter olyan kormányzati tisztség, amelynek tartalma koronként és államonként eltérő lehet. Magyarországon a miniszterelnöki hivatal körüli munka megszervezése elsődleges feladatköre. 2012 óta a Miniszterelnökségnek nevezett államtitkárság, majd minisztérium tölti be ezt a szerepet.

## Magyarországon
Napjainkban nincs ilyen tisztség.
1946–47-ben a Nagy Ferenc-kormány több összetételében is volt államminiszter, részben mint miniszterelnökhelyettes-államminiszterek (pl.: Rákosi Mátyás, B. Szabó István stb.)
1956-ban Nagy Imre kormányában 10 államminiszter volt. (Vélhetően hatáskörük a miniszterekének felelt meg.)
A rendszerváltás éveiben államminiszteri tisztséget töltött be Pozsgay Imre és Nyers Rezső a Grósz- illetve a Németh-kormányban.
Az államminiszter fogalma alatt általában tárca nélküli minisztert szoktak érteni, tehát az államminiszter nem irányít minisztériumot.

## Monaco
Az államminiszter  Monaco kormányfőjének címe. Hatásköre körülbelül megfelel a miniszterelnök jogköreinek, különlegesség azonban, hogy nem a parlament választja meg, hanem a monacói herceg nevezi ki.